# タイラス・トーマス
タイラス・ウェイン・トーマス（Tyrus Wayne Thomas 1986年8月17日 - ）はアメリカ合衆国ルイジアナ州バトンルージュ出身の元バスケットボール選手。ポジションはパワーフォワード。206cm､102kg。

## 経歴
大学はルイジアナ州立大学でプレイ。レッドシャツ（試合には参加できない練習生）を経て、パワーフォワードとしてロスター入りを果たし、2006年のNCAAトーナメントでは足に怪我を抱えながらもプレイし、チームをベスト4進出に導く働きをした。
2006年のNBAドラフトにアーリーエントリーし、ポートランド・トレイルブレイザーズから1巡目4位で指名を受けたが、ドラフト当日にシカゴ・ブルズにトレードされた。そして10月31日のマイアミ・ヒート戦にてNBAデビューを果たすが、この試合でジェームス・ポージーとの接触で鼻を骨折するアクシデントに見舞われたが4得点5リバウンド2ブロックとデビュー戦としてはまずまずの成績を残した。鼻の骨折もフェイスマスクを装着することにより大事には至らず、1試合を挟んですぐに復帰した。
ルーキーシーズンは1試合平均13.4分という短い出場時間の中で、5.2得点3.7リバウンド1.1ブロックのアベレージを残し、オールルーキーセカンドチームに選出された。またこのシーズンのスラムダンクコンテストには、ブルズの選手としてはスコッティ・ピッペン以来の出場となったが、コンテスト出場の動機を「小遣い稼ぎ」と発言してしまったために顰蹙を買い、リーグから罰金も科せられた。2年目の2007-08シーズンは思ったように成績が伸びず、チームも大きく勝率を落とすなど期待外れのシーズンに終わった。
2008-09シーズンにブルズは新人デリック・ローズが加入し、新ヘッドコーチにビニー・デル・ネグロを迎えるなどし、新体制となってシーズンを迎えた。トーマスは先発の座を確保し、出場時間が大幅に伸びたことで10.8得点、6.4リバウンド、1.9ブロックと多くのスタッツでキャリアハイを更新、チームのプレーオフ復帰に大きく貢献した。
2010年2月18日､ロナルド・マレー､エイシー・ロー、ドラフト1巡指名権との交換トレードで､シャーロット・ボブキャッツへ移籍した。11月7日から12月22日までの22試合を負傷のため欠場しており、トレード前のシーズン成績は29試合に出場し、平均23.4分で8.8得点、6.3リバウンド、1.7ブロック、1,4スティール、1.1アシストの成績であった。ブルズでは254試合に出場し1試合平均23.4分出場し、平均7.8得点、5.1リバウンド、1.4ブロック、0.9アシスト、0.9スティール。オーランド・マジックとのプレーオフ第4戦では21得点、9リバウンドをあげた。2009-2010シーズン終了後に制限付きフリーエージェントとなった彼は、2010年7月、ボブキャッツと複数年契約を結んだ。
2012年1月25日のワシントン・ウィザーズ戦ではトリプルダブルにあとわずかの13得点、9リバウンド、9ブロックと活躍し勝利に貢献した。
2013年7月に、アムネスティ条項を行使されてボブキャッツから解雇された。
2015年1月13日、グリズリーズ傘下のDリーグチーム、アイオワ・エナジーに加入、1月22日、メンフィス・グリズリーズと10日間契約を結んだが、次の契約は更新されず、再びアイオワ・エナジーに送られた。
2015年9月4日、バスケットボール・ブンデスリーガのアイスベーレン・ブレーマーハーフェンと契約を結んだ。2016年2月16日に同チームを退団した。平均3.6得点、3.4リバウンドの成績であった。